# 渡辺橋

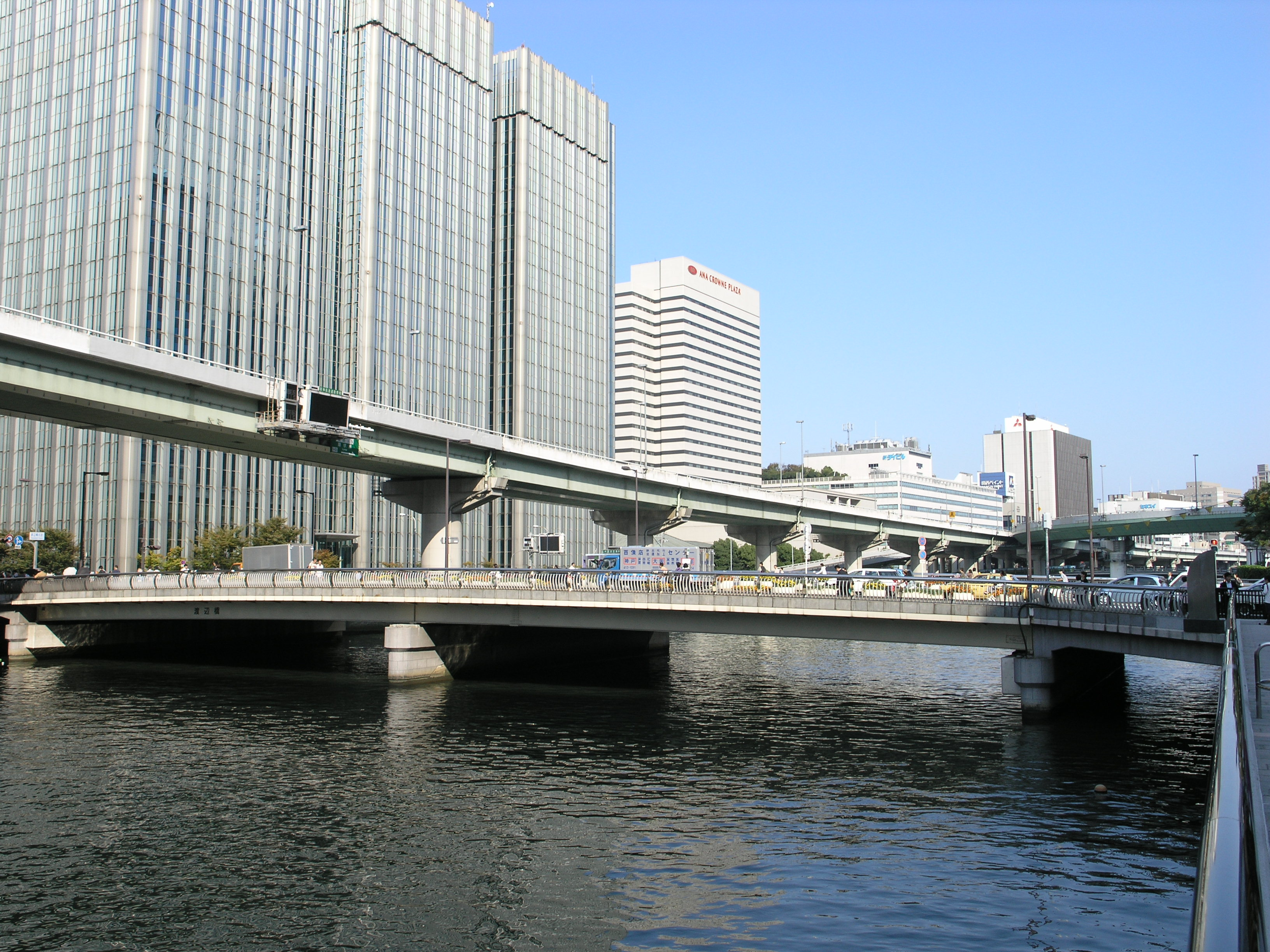
渡辺橋

渡辺橋（わたなべばし）は、大阪市北区の堂島川に架かる四つ橋筋の橋。浪速の名橋50選にも選定されている。

## 概要
南詰で中之島通の地下を通る京阪中之島線の渡辺橋駅と四つ橋筋の地下を通るOsaka Metro四つ橋線の肥後橋駅が連絡する。車道は北行き一方通行で、頭上を阪神高速11号池田線の上り線が横断しており、北詰の東すぐの所に阪神高速1号環状線の堂島入口がある。

## 歴史
渡辺橋の名称は古代から中世の文献にも見られるが、当時は現在の橋とは異なる位置にあったとされ、古代～中世文献における渡辺橋の正確な位置もはっきりしない。
現在の地に橋が最初に架けられたのは江戸時代で、堂島開発の一環として架けられた5つの橋（大江橋、渡辺橋、田蓑橋、堀江橋、船津橋）のうちの一つである。渡辺橋の名称は、古代大阪の渡辺津（上町台地の北端辺りに比定される説が有力）からとられたとされている。
橋は1885年の淀川大洪水で流失。1888年にイギリスから輸入された鉄橋に架け替えられた。その後、大阪市電南北線建設（1908年）と第一次都市計画事業による道路の拡幅（1927年）に伴い、それぞれ架け替えられている。
現在の橋は、地下鉄四つ橋線の建設と高潮対策の2つの理由により、1966年に架け替えられたものである。1991年には歩道部の改装が行われた。2003年に橋面と高欄部の改修が行われたが、その際、1966年に架けられた当時の親柱が橋の南詰東側に保存された。当橋と対になる肥後橋（土佐堀川）と合わせた顕彰碑も同じ場所に設置されている。

## 周辺施設
- 肥後橋
- 中之島フェスティバルタワー東棟
  - フェスティバルホール
  - 朝日新聞大阪本社
  - 中之島郵便局
- Osaka Metro四つ橋線肥後橋駅
- 京阪中之島線渡辺橋駅
- 阪神高速1号環状線堂島入口
- アクア堂島
- ANAクラウンプラザホテル大阪
- モンシェール堂島本店
- サントリーホールディングス本社